# Uitlaat (radioprogramma)

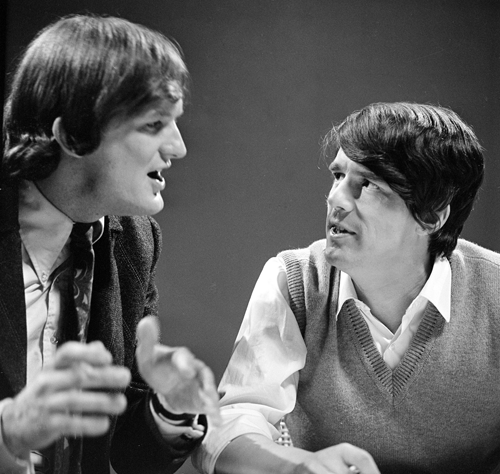
De Bie en Van Kooten in 1968

Uitlaat was een van 1963 tot 1969 wekelijks op zaterdagmiddag door de VARA uitgezonden radioprogramma, speciaal gericht op 'de jeugd', dat wil zeggen de opstandig wordende adolescenten uit de jaren 1960, toen ook teenager genoemd. De eindredacteur van het programma Wim de Bie begon daar zijn medialoopbaan. Ook was Uitlaat de wieg van de Klisjeemannetjes, het -plat-Haagse- duo dat Wim de Bie met zijn schoolvriend Kees van Kooten vormde en de basis zou zijn van hun decennia-lange samenwerking als Koot en Bie. 
Vaste en losse medewerkers waren onder andere Anton 'radiostem' Kothuis, Johnny 'the Selfkicker' van Doorn, Lieneke van Schaardenburg , Dick Slootweg, Ewald Vanvugt, Theo Uittenbogaard, Emile Fallaux, Paul Haenen en Steven de Winter.

## Radioarchief
Hoewel het radioarchief van Uitlaat grotendeels verloren is gegaan; -opnamebandjes en uitzendbanden waren duur en werden steeds opnieuw gebruikt- vormt het deel dat bewaard is gebleven "een blauwdruk van een tijd waarin de jongeren Nederland compleet hebben weten te veranderen", aldus een toelichting bij Bie's oeuvre door Beeld en Geluid. 
Dankzij de uitgebreide privécollectie van De Bie is er toch een deel van de uitzendingen bewaard gebleven en door het Beeld en Geluid gedigitaliseerd en toegankelijk gemaakt.